# 板倉勝澄
板倉 勝澄（いたくら かつずみ）は、伊勢国亀山藩2代藩主、備中国松山藩初代藩主。板倉家宗家7代。

## 生涯
伊勢亀山藩初代藩主・板倉重治の長男。享保9年（1724年）閏4月、家督を継ぐ。病がちで、幕府からは、東海道の要衝、亀山の統治に堪えないと判断され、延享元年（1744年）3月、石川総慶と交代する形で、伊勢亀山から備中松山へ移封される。延享3年（1746年）には松山に学問所を創設し、藩士子弟の教育に努めた。寛延4年（1751年）9月23日、長男の勝武に家督を譲って隠居し、剃髪して源承と号した。明和6年（1769年）5月3日、51歳で死去した。

## 系譜

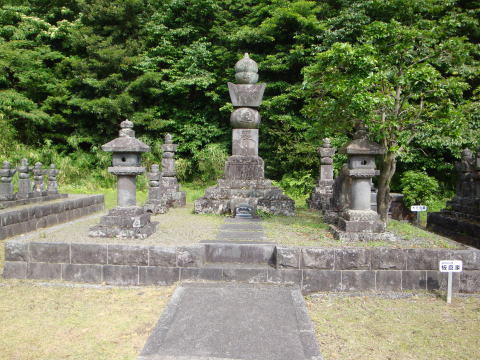
板倉勝澄公墓所・板倉家歴代墓(日蓮正宗総本山大石寺)

- 板倉勝澄の墓(西尾市長圓寺)父：板倉重治（1697-1724）
- 母：村井氏
- 正室：戸田忠余の娘
- 側室：根津氏
  - 長男：板倉勝武（1736-1769）

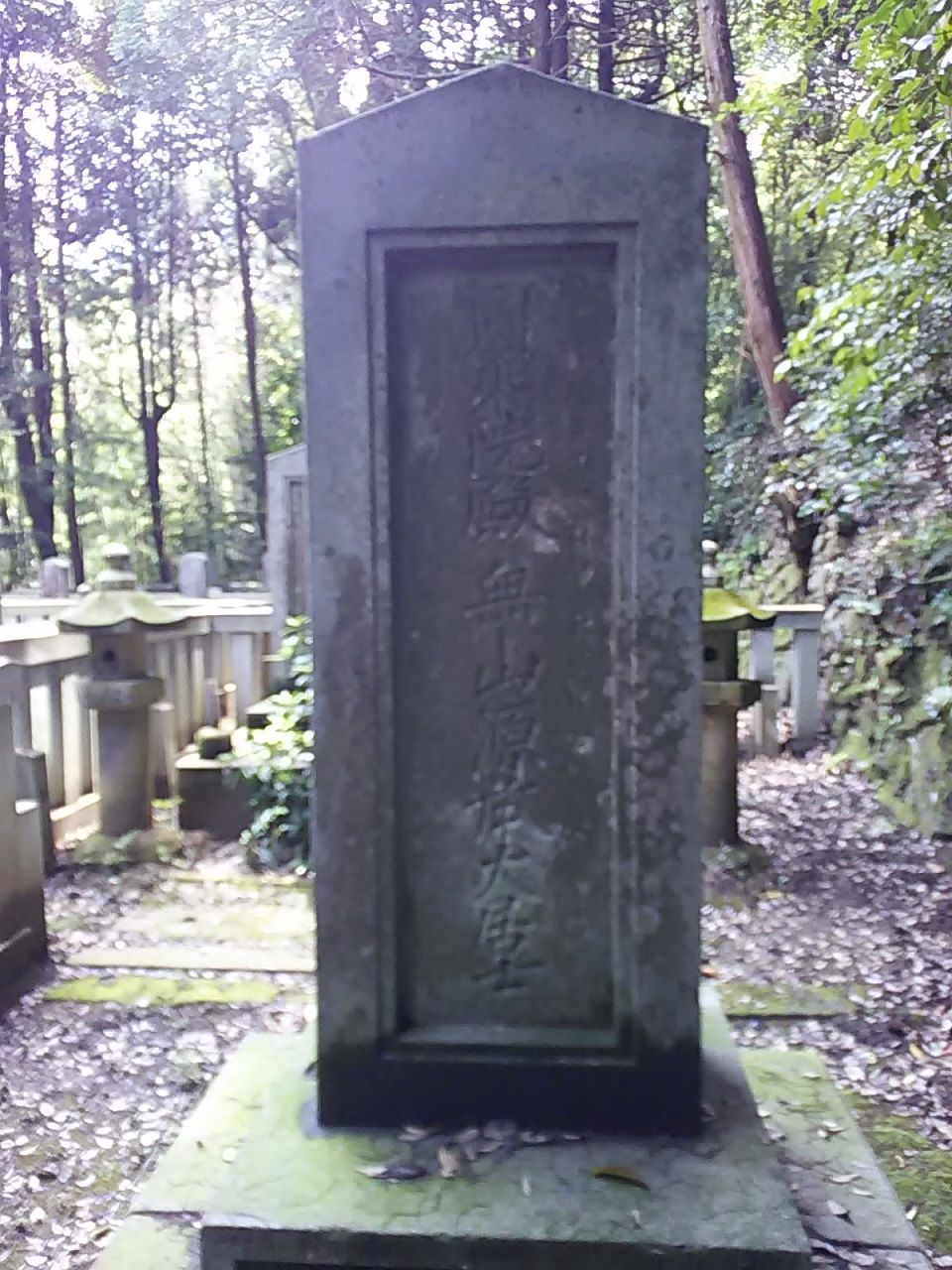
板倉勝澄の墓(西尾市長圓寺)

  - 三男：板倉勝従（1750-1778） - 板倉勝武の養子
- 側室：植原氏
  - 七男：板倉勝政（1759-1821） - 板倉勝従の養子
  - 九男：板倉勝峯
  - 十一男：伊奈忠尊（1764-1794） - 伊奈忠敬の婿養子
- 側室：福村氏
- 側室：渡辺氏
  - 女子：前田利尚正室
  - 女子：堀直泰正室
- 側室：佐々木氏
  - 十二男：板倉勝房
  - 女子：巨勢利喬正室
  - 女子：菅沼定前正室
- 側室：杉原氏
  - 女子：本多忠盈正室
- 生母不明の子女
  - 男子：戸田光邦
  - 四男：板倉勝行（1752-1773） - 板倉勝任の養子